# Vágagyagos
Vágagyagos (1899-ig Hlinik, szlovákul Hliník nad Váhom) Nagybiccse város része, egykor önálló község Szlovákiában, a Zsolnai kerület Nagybiccsei járásában.

## Fekvése
Nagybiccsétől 1 km-re északkeletre, a Vág jobb oldalán fekszik.

## Története
1439-ben „Hlinyk” néven említik először. 1440-ben „Hlynnyk”, 1482-ben „Hlynyk”, 1598-ban „Hlinik” néven szerepel az írott forrásokban. A Hlinicky, Marsovszky és Zavadszky család birtoka volt. 1598-ban 27 ház állt a településen. 1784-ben az első népszámláláskor 67 házat és 392 lakost írtak össze a településen.
A 18. század végén Vályi András így ír róla: „HLINIK. Tót falu Trentsén Várm. földes Ura Marsovszky Uraság, és több Urak, lakosai katolikusok, fekszik Nagy Kotesóhoz 1/3 mértföldnyire, Bitsának filiája, földgye termékeny, erdeje, legelője, piatzozása jó.”
1828-ban 106 házában 640 lakos élt.
Fényes Elek 1851-ben kiadott geográfiai szótárában így ír a faluról: „Hlinik, tót falu, Trencsén vmegyében, Bicséhez 1/2 óra, a Vágh mellett: 484 kath., 251 zsidó lak., és egy synagógával. Határja termékeny. F. u. többen. Ut. p. Zsolna.”
1910-ben 811, többségben szlovák lakosa volt, jelentős német kisebbséggel. A trianoni békéig Trencsén vármegye Nagybiccsei járásához tartozott.
1930-ban 830 csehszlovák lakta. 1945-ben csatolták Nagybiccséhez.

## Neves személyek
- Itt született 1744-ben Mallyó József jászó-premontrei kanonok.
- Itt hunyt el 1840-ben Csemiczky János András aljegyző, költő.

## Külső hivatkozások
- Vágagyagos Szlovákia térképén

## Lásd még
- Nagybiccse
- Kisbiccse
- Legelővölgy
- Rabó